# Neeltje Jans
Neeltje Jans (2,85 km²) è un'isola artificiale della provincia olandese della Zelanda, situata nella Schelda orientale (Oosterschelde; tratto del Mare del Nord) e facente parte del territorio comunale di Veere. L'isola serve come punto operativo per il funzionamento dell'Oosterscheldekering, la diga che collega l'isola di Schouwen-Duiveland all'ex-isola di Noord-Beveland.

## Etimologia
L'origine del toponimo Neeltje Jans è incerta.
Secondo un'ipotesi potrebbe derivare dal nome della dea Nehalennia.
Un'altra ipotesi lo fa derivare dal nome di una nave affondata nella Schelda orientale nel XVIII secolo.

## Luoghi d'interesse

### Deltapark Neeltje Jans
Il principale luogo d'interesse sull'isola è il Deltapark Neeltje Jans, un parco acquatico con animali marini realizzato nel 1997  e in origine chiamato "Delta-Expo" .

## Sport
Domenica 5 luglio 2015, Neeltje Jans è stata il punto di arrivo della seconda tappa del Tour de France del 2015.